# Drei auf dem Highway – Three for the Road
Drei auf dem Highway – Three for the Road ist eine US-amerikanische Filmkomödie aus dem Jahr 1987.

## Handlung
Der ehrgeizige Praktikant Paul Tracy will unbedingt Senator Kitteredge beeindrucken, weswegen er dessen Bitte annimmt, seine Tochter Robin diskret in eine Anstalt zu bringen, um so einige Probleme für ihn zu vermeiden. Mit seinem besten Freund T. S. holt er sie am nächsten Morgen ab. Sie wird rüde behandelt und steht sichtbar unter Medikamenten. Als sie während der Fahrt wieder zu sich kommt, nutzt sie die erste Gelegenheit zur Flucht. Nachdem sie wieder eingefangen wird, macht Paul ihr Vorwürfe, solch einen großartigen Mann wie ihrem Vater zu demütigen. Beim nächsten Stopp an einer Tankstelle versucht sie allerdings erneut zu flüchten. Sie rennt zu dem Trucker Clarence, bittet um Mitfahrt und behauptet, ein Vergewaltigungsopfer zu sein. Aber erneut können Paul und T. S. sie einholen und müssen schließlich vor dem wütenden Clarence flüchten, der Robin beschützen wollte.
Bei der anschließenden Übernachtung wird Robin vorsichtshalber mit Handschellen ans Bett gekettet. Aber sie schafft es spät in der Nacht Paul zu überreden, doch mit ihr im See nackt schwimmen zu gehen. Dabei kommen sich beide näher und Robin erzählt, dass sie eigentlich nur flüchten wollte, um ihre Mutter Blanche zu sehen. Obwohl Paul von der Geschichte gerührt ist und ihr gesteht helfen zu wollen, meint er, dass er das nicht könne. Daher fällt es ihr leichter, ihn mit den Handschellen auf dem Steg zu fesseln und zu flüchten. Dank eines Briefes wissen Paul und T. S., wo Blanche wohnt, sodass sie per Anhalter von Stu mitgenommen werden. Unglücklicherweise raubt er beide aus. Aber das hindert beide nicht daran, später gemeinsam mit Robin und dessen Begleiterin Missy bei Blanche aufzutauchen. Blanche selbst fühlt sich geehrt, dass ihre Tochter sie besucht, aber sie will nicht, dass Robin bei ihr wohnt, sodass Robin niedergeschlagen dem Wunsch ihres Vaters nachkommt und sich in die Anstalt einliefern lässt.
Paul liefert sie widerwillig ein und ist überrascht, ihren bereits vor Ort wartenden Vater vorzufinden, der seine Tochter schlägt. Das reicht Paul, um nicht nur den Respekt vor Senator Kitteredge zu verlieren, sondern auch gemeinsam mit T. S. und Missy zu planen, wie man Robin am schnellsten aus der Anstalt befreit. Mit Hilfe eines gekauften alten Krankenwagens und einer vorgetäuschten Überdosis Drogen wollen sie Robin befreien. Doch der Plan wird durch den Senator durchkreuzt. Erst die überraschend erscheinende Blanche kann ihre Tochter erfolgreich retten, indem sie ihrem Ex-Mann erklärt, dass sie ihn mit pikanten Details erpressen wird, wenn er ihr erneut Leid antun will.

## Produktion
Drehbeginn war im Herbst 1986 in der Gegend um Little Rock. Weitere Drehorte waren Benton, Hot Springs und North Little Rock, allesamt in Arkansas. Als U.S. Capitol fungierte das ähnlich aussehende Arkansas State Capitol. Das Budget des Films belief sich auf 5,5 Millionen Dollar.

## Veröffentlichung
Der Film startete am 10. April 1987 in den Kinos und konnte etwas mehr als 1,5 Millionen US-Dollar einspielen. In Deutschland startete er am 17. September 1987 in den Kinos und wurde am 28. Januar 1988 auf VHS veröffentlicht.

## Kritik
Für die deutsche Filmzeitschrift Filmdienst war Drei auf dem Highway  eine „[e]benso harmlose wie langweilige Komödie mit schwachen Dialogen und faden Klischees.“ Die Filmkritikerin Janet Maslin schrieb in der New York Times, während der Film genau so viele Bierdosen, Verfolgungsjagden und dümmliche Witze wie die üblichen Teenager-Abenteuerkomödien beinhalte, habe er bemerkenswerterweise noch weniger Persönlichkeit als die meisten vergleichbaren Filme. Die Macher hätten keinerlei Gespür dafür, wie man einen Film in Bewegung hält oder das Interesse des Publikums fesselt.